# あかたのげん
『あかたのげん』（英: AKATANOGEN）は、e.Gapの製作により、テレビ東京系列で2000年4月から2004年3月まで放送されていたドキュメンタリー番組。前身となる『夢☆おうえん隊』から引き続き、エクセルヒューマン（現在のEH株式会社）の一社提供。
番組名の「あかたのげん」とは、「明るく 楽しく 元気よく」を略したもの。

## 放送時間（TX）
- 2000年4月～2001年3月　火曜 15時 - 15時30分
- 2001年4月～2004年3月　金曜 8時30分 - 8時55分[注 1]

## 概要
「日常を明るく楽しく元気よく」をテーマに、夢を叶えようとする通称『ドリーマー』達の軌跡を放送するドキュメンタリー番組。
番組制作スタッフは当番組終了後、同じくエクセルヒューマン一社提供の番組『北島ウインクハート』を手掛けた。

## 出演者

### 司会
- 柳沢慎吾
- 島崎和歌子

### ゆめっこ（番組レポーター）
- 森下加奈
- 太田有美
- 中武佳奈子
- 夏山美樹
- 山下ちはる
- 石垣綾子
- 青木直子
- 美緒
- 幸さえこ
- 島田秋奈